# Курганцев, Михаил Абрамович
Михаил Абрамович Курганцев (настоящая фамилия Грисман; 5 мая 1931, Москва — 31 декабря 1989, Пицунда, Абхазская АССР) — русский советский поэт, переводчик, востоковед, журналист.

## Биография
В начале Великой Отечественной войны был с матерью и сестрой эвакуирован из Москвы в Чишмы. В 1954 году окончил философский факультет  МГУ имени М. В. Ломоносова. В 1954—1958 годах — преподаватель Московского городского педагогического института имени В. П. Потёмкина. С 1958 года — литературный сотрудник журнала «Азия и Африка сегодня», с 1960 года — заведующий отделом литературы и искусства журнала, с 1970 года — заместитель главного редактора. В 1976—1989 годах — консультант журнала «Народы Азии и Африки».
Похоронен в Москве на Востряковском кладбище (50 участок).

## Творчество
Автор более 500 работ, главным образом переводов на русский язык с арабского, бенгальского, французского, турецкого и других языков. Среди поэтов, стихи которых переводил М. А. Курганцев, — Маджнун, Умар ибн Аби Рабиа, Абу Нувас, Абу-аль-Атахия, Ибн Хамдис, Алишер Навои, Пир Султан Абдал, Рабиндранат Тагор, Назрул Ислам, Муин Бсису, Фазыл Хюсню Дагларджа и другие.
Член Союза журналистов (1958), член Союза писателей СССР (1972).

## Семья
- Отец — Абрам Израилевич Грисман (1904—1942), уроженец Витебска, парикмахер, погиб в боях Великой Отечественной войны под деревней Ивакино Уваровского района. Мать — Ревекка Менделевна (Римма Марковна) Грисман (урождённая Бейлинсон, 1909—1995), бухгалтер.
- Сестра — Татьяна Абрамовна Стулова (1938—2009), была замужем за доктором физико-математических наук, учёным в области аэро- и газовой динамики, профессором и главным научным сотрудником Института механики МГУ Владимиром Петровичем Стуловым (1936—2012).
- Жена — Фаина Яковлевна Иошпе (род. 1932), старшая сестра эстрадной певицы Аллы Иошпе. Сын — Александр Курганцев (1959—2018).

## Цитата
Я уйду, ибо выпито сердце до самого дна. 

Я уйду, но останешься ты со слезами одна. 

Обо мне ты ревниво вечернюю спросишь звезду, 

но она промолчит, не откроет, куда я уйду. 

Ты заплачешь, забьёшься в рыданиях, еле дыша, 

и расплавится сердце твоё, и оттает душа, 

и, не видя дороги, ты кинешься в горестный путь 

вслед за мной, без надежды меня отыскать и вернуть…
 перевод стихотворения Назрула Ислама «Заклятье»

## Впечатление
Начав в 50-е годы литературный путь с собственных стихов, М. А. Курганцев понял, что при советской идеологической цензуре придётся выражать в стихах лишь «разрешённые» мысли. А то, что действительно было на душе, оказалось легче спрятать под «маской» перевода… Поэту удалось найти особое звучание, своего рода акцент, для представителей разных народов и эпох. Содержание же стихов — это то, о чём писали поэты на разных языках во все времена: любовь и дружба, свобода и необходимость борьбы за неё, поиск смысла жизни и размышления о смерти. — .- Берлинский Л. 

## Основные публикации
- Современная арабская поэзия / Пер. с араб. [А. А. Городецкой и М. А. Курганцева]. — М.: Изд-во вост. лит., 1961. — 178 с.
- Танец при свете костра: Стихи афр. поэтов / В пер. М. Курганцева. — М.: Изд-во вост. лит., 1962. — 79 с.
- аль-Баяти, Абд-аль Ваххаб. Зеленая луна: Стихи / Пер. [с араб.] М. Курганцева; [Предисл. Б. Гафурова]. — М.: Изд-во вост. лит., 1963. — 92 с.
- Диавара Г. Рождение Мали: Стихи / Пер. [с фр.] М. Курганцева. — М.: Наука, 1965. — 80 с.
- Из африканской лирики / Пер. М. Курганцева. — М: Наука, 1967. — 160 с.
- Ветвь оливы: Араб. поэзия XX в. / Пер. [и предисл.] М. Курганцева. — [Ташкент: Изд-во лит-ры и иск-ва, 1970]. — 213 с.
- Гнев и надежда: Стихи арабских поэтов / В пер. М. Курганцева. — М.: Правда, 1970. — 32 с. — (Б-ка «Огонек» № 30).
- Назрул И. Избранные стихотворения / В пер. с бенгали М. Курганцева; [Предисл. Е. Челышева]. — М: Наука, 1970. — 152 с.
- Абу-ль-Атахия. Зухдийят / Пер. М. Курганцева. — [М.], 1971. — 15 с. — (Б-чка журн. «Азия и Африка сегодня». Вып. 5).
- Голоса на рассвете: Стихи афр. поэтов / Пер. М. Курганцева. — [Алма-Ата: Жазушы, 1972]. — 175 с.
- Назрул И. Человек: Стихи / Пер. с бенгали М. Курганцева; [Предисл. Е. Челышева]. — Ташкент: Изд-во лит. и искусства, 1972. — 87 с.
- Факелы и родники: Статьи, очерки. — М.: Наука, 1973. — 221 с.
- Бсису М. Визитная карточка / Предисл., сост. и пер. М. Курганцева. — М.: Наука, 1974. — 89 с.
- Три арабских лирика / В пер. М. Курганцева. — Алма-Ата: Жазушы, 1976. — 143 с. Содерж.: Саид Акль, Абд аль-Ваххаб аль-Баяти, Муин Бсису.
- Назрул И. Надежда: Стихотворения / Пер. с бенгальск. [и предисл.] М. Курганцева. — М.: Худож. лит., 1977. — 172 с.
- Нето А. Звездный путь: Стихи / Пер М. Курганцева. — М.: Правда, 1977. — 32 с. — (Б-ка «Огонек» № 2).
- Диавара Г. Восход солнца: Стихи и поэмы / Пер. с фр. М. Курганцев. — Ташкент: Изд-во лит-ры и иск-ва, 1978. — 104 с.
- Лирика поэтов Азии и Африки / В пер. М. Курганцева. — М.: Наука, 1978. — 191 с.
- Ритмы: Афр. лирика XX в. в пер. М. Курганцева. — М.: Наука, 1978. — 380 с.
- Бсису М. Стихи на оконном стекле / Пер. с араб. М. Курганцева. — М.: Правда, 1980. — 31 с. — (Б-ка «Огонек» № 7).
- Из афро-азиатской поэзии: Избр. пер. М. Курганцева / [Вступ. статья В. Левика]. — М.: Наука, 1981. — 255 с.
- Только сердце: Поэты араб. стран в пер. М. Курганцева. — Алма-Ата: Жазушы, 1982. — 236 с.
- Стихи о любви: Поэты Азии и Африки в пер. [и с предисл.] М. Курганцева. — Алма-Ата : Жазушы, 1987. — 263 с.
- Поэты Востока / Пер. М. Курганцева. — М.: Наука, 1988. — 334 с.